# Витебское воеводство
Ви́тебское воево́дство (з.-рус. Витебское воеводство, Витепское, лат. Palatinatus Vitebsciensis, пол. Województwo witebskie) — административно-территориальная единица Великого княжества Литовского и Русского, образованная в 1508 году, хотя ещё в 1503 году витебские наместники стали называть себя воеводами. 
Центр воеводства — город Витебск. Площадь воеводства составляла около 24 600 км². Существовало до 1793 года, когда было полностью включено в состав Российской империи, должность витебского воеводы сохранялась до ликвидации Польско-литовской республики (Речи Посполитой), в 1795 году. Воеводство граничило со Смоленским воеводством (фиктивным в 1514—1611 и с 1654 года) на востоке, Мстиславским воеводством на юго-востоке, Минским воеводством на юге и западе, Полоцким воеводством на западе и с Псковской землёй (позднее — с Русским царством) на севере. Территорию воеводства на три части делили реки Западная Двина и Днепр. Крупными городами были Витебск, Орша, Могилёв, Друцк, Борисов, Невель, Велиж, Шклов, Копысь, Чаусы, Чериков, Быхов.

## История

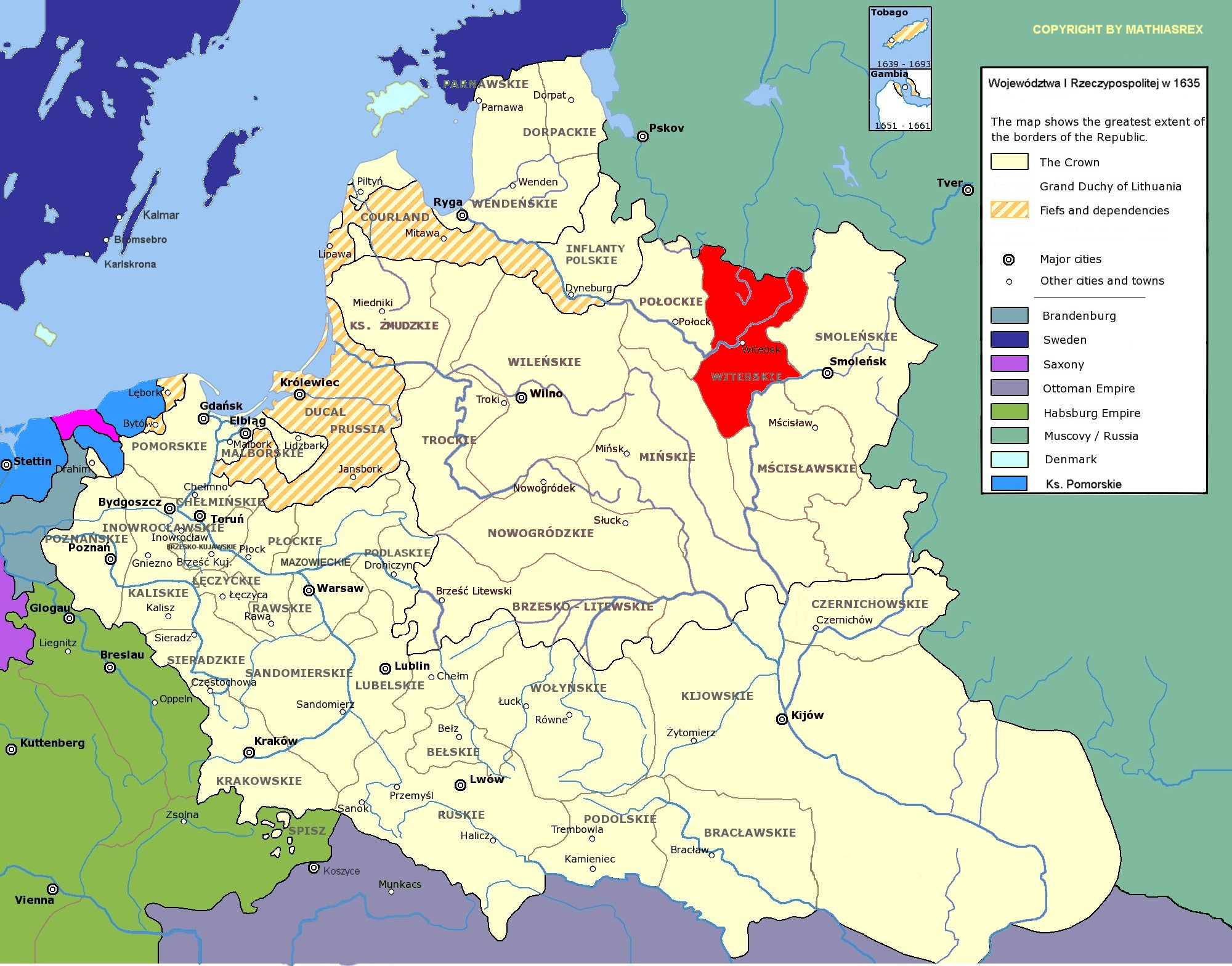
Витебское воеводство на карте Речи Посполитой

В XII веке Витебск входил в состав Полоцкого княжества Руси, которым управляли Рюриковичи. Во второй половине века в результате династических разделов возникло Витебское княжество как удел князя Давыда Ростиславича. С начала XIII века княжество оборонялось от набегов Литвы, пытавшейся распространить своё влияние на русские княжества, и, вероятно, уже в середине XIII века оказалось во временном владении литовских князей. Окончательно княжество перешло под контроль Великого княжества Литовского и Русского в 1325 году, когда Ольгерд женился на наследнице княжества Анне и получил княжество во владение. После смерти Гедимина княжество стало для Ольгерда опорой в борьбе со своими братьями за власть. После победы в этой борьбе вместе с Кейстутом Ольгерд в 1340-х годах упразднил Витебское княжество и присоединил его к Литве. С тех пор Витебская земля управлялась княжескими наместниками, а в 1508 году было образовано воеводство, которое из-за небольшой численности населения не было разделено на поветы.
В 1566 году в ходе административной реформы воеводство было разделено на два повета — Витебский и Оршанский. В 1582 году к воеводству присоединена Велижская волость.
В результате первого раздела Речи Посполитой 1772 года воеводство отошло к России, лишь небольшая часть Оршанского повета оставалась в составе Речи Посполитой до второго раздела 1793 года. Формально воеводство продолжало существовать, а часть оршанской шляхты собиралась на сеймики в местечке Холопеничи Минского воеводства.
Важнейшим родом Витебщины были Сапеги, владевшие большими наделами земли в воеводстве.

## Символика
На гербе воеводства изображался Спас Нерукотворный. Первоначальный вид и цвет герба были зафиксированы в гербовнике Stemmata Polonica (1555). Во времена Речи Посполитой хоругвь воеводства была зелёного цвета с изображением великокняжеского герба в белом поле. Герб хоругви представлял собой рыцаря в серебряных латах с серебряным щитом, на котором изображён шестиконечный крест, заносящего над головой серебряный меч с золотым эфесом и скачущего на серебряном коне с золотой сбруей и седлом.

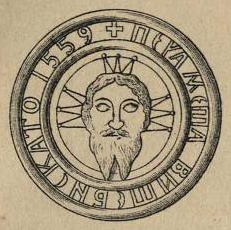
Витебская печать 1559 года
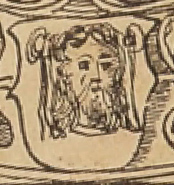
Герб воеводства из Статута 1588 г. Издание 1614 года
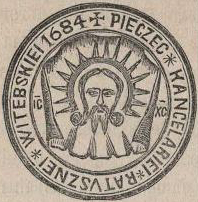
Витебская печать 1684 года

## Административное деление
В 1508—1566 годах воеводство состояло из Витебского, Езерищенское, Усвятское и Оршанское наместничеств, а также удельного Друцкого княжества.
С 1566 года воеводство делилось на два повета:
- Витебский повет (составлен из первых трёх единиц прежнего воеводства и Невельской земли, в 1582 присоединена бывшая Велижская земля)
- Оршанский повет (составлен из последних двух единиц прежнего воеводства с присоединением Лукомльской волости, Хорецкого и Могилёвского наместничеств, Быховского княжества и частей Борисовского, Свислочского и Бобруйского наместничеств и Мстиславского княжества)

Воеводские сеймики собирались в Витебске, поветовые — в Витебске и Орше, там же находились и земские, подкоморные и гродские суды и собиралось посполитое рушение.
Местная шляхта выбирала четырёх послов на Сейм Речи Посполитой и четырёх депутатов в Главный литовский трибунал.

## Должностные лица
В Сенате Речи Посполитой воеводство представляли два сенатора: воевода и каштелян. По привилегии великого князя Александра, подтверждённой Сигизмундом Старым, витебский воевода назначался великим князем только после одобрения местной шляхты.
После Люблинской унии (1569) по порядку старшинства в Сенате Речи Посполитой витебский воевода занимал 25-е место: после плоцкого воеводы и перед мазовецким, а каштелян — 20-е место: после плоцкого и перед черским.

### Каштеляны
- 1566—1578: Павел Пац
- 1579—1588: Мельхиор Сновский
- 1588—1592: Мельхиор Завиша
- 1592—1594: Мартин Стравинский[пол.]
- 1594—1600: Ян Зенович[пол.]
- 1600—1605: Андрей Сапега
- 1605—1613: Михаил Друцкий-Соколинский
- 1613—1615: Александр Богдан Сапега
- 1615—1621: Николай Вольский
- 1621—1626: Симон Самуил Сангушко
- 1626—1647: Николай Завиша
- 1647—1652: Юзеф Кленовский
- 1652—1664: Томаш Косаковский
- 1664—1667: Казимир Белозор[пол.]
- 1667—1670: Мартин Лимонт
- 1670—1685: Ян Дайенгоф
- 1685—1700: Михаил Казимир Котелл
- 1700—1703: Казимир Александр Поцей
- 1703—1730: Мартиан Михаил Огинский
- 1730—1735: Юрий Тышкевич
- 1735—1739: Ян Рдултовский
- 1739—1740: Александр Поцей
- 1740—1748: Станислав Ежи Огинский
- 1748—1752: Юзеф Антоний Соллогуб
- 1752—1774: Симон Сируть
- 1774—1781: Юзеф Прозор
- 1781—1787: Михаил Косаковский
- 1787—1790: Адам Эвальд Фёлькерзамб
- 1790—1793: Адам Ржевуский
- 1793—1795: Игнатий Кужинецкий